# 格利泽682
格利泽682或GJ 682是距离太阳第49近的恒星，距离大约为16光年，它是一颗红矮星，光谱分类为M4.5V。尽管它距离很近但是过于暗淡，视星等只有10.95，因此需要较大的天文望远镜才能观测到。它位于天蝎座中，是该星座中离太阳最近的恒星，临近它的亮星是尾宿五（西方称为天蝎座θ）。 它的质量大约是太阳的四分之一，光度也因此要小得多。
格利泽682旁有兩顆行星候選天體，其中一顆位於適居帶內。
| 成員 (依恆星距離) | 质量    | 半長軸 (AU) | 轨道周期 (天) | 離心率 | 傾角 | 半径 |
| ----------------- | ------- | ----------- | ------------- | ------ | ---- | ---- |
| b                 | >4.4 M⊕ | 0.08        | 17.48         | 0.08   | —    | —    |